# Bezděkovec
Bezděkovec (německy Besdiekowitz) je vesnice, část obce Mileč v okrese Plzeň-jih v Plzeňském kraji. Nachází se asi 2,5 kilometru východně od Milče. Bezděkovec je také název katastrálního území o rozloze 4,21 km².

## Historie
První písemná zmínka o vesnici pochází z roku 1551.

## Obyvatelstvo
| Rok            | 1869 | 1880 | 1890 | 1900 | 1910 | 1921 | 1930 | 1950 | 1961 | 1970 | 1980 | 1991 | 2001 | 2011 | 2021 |
| -------------- | ---- | ---- | ---- | ---- | ---- | ---- | ---- | ---- | ---- | ---- | ---- | ---- | ---- | ---- | ---- |
| Počet obyvatel | 305  | 307  | 301  | 269  | 259  | 269  | 277  | 196  | 178  | 132  | 82   | 58   | 45   | 43   | 53   |
| Počet domů     | 41   | 47   | 48   | 51   | 52   | 51   | 56   | 55   | 47   | 43   | 34   | 44   | 43   | 45   | 46   |

## Obecní správa
Při sčítání lidu v letech 1850–1963 Bezděkovec byl samostatnou obcí, se kterým patřil nejprve do okresu Přeštice, ale v roce 1950 v okrese Blovice. Od roku 1964 je částí obce Mileč v okrese Plzeň-jih.